# Gama (Distrito Federal)
Gama ist die Verwaltungsregion RA II (portugiesisch região administrativa, RA) im brasilianischen Bundesdistrikt Distrito Federal do Brasil, die als Plan- und Satellitenstadt (cidade-satélite) für Brasília am 12. Oktober 1960 gegründet wurde. Sie bildet die RA-II des Bundesdistrikts.

## Gründung
Mit der neuen Hauptstadt, die in der Mitte des Landes auf einer kargen Hochebene errichtet werden sollte, war die Zwangsenteignung von Gehöften und Farmland durch die Regierung des Bundeslandes Goiás im Zeitraum von 1956 bis 1958 verbunden. Der Stadtname leitet sich von dem Sitz des Gehöftes Gama her, das sich etwa acht Kilometer entfernt vom „Catetinho“, dem ersten neuen Amtssitz des Bundespräsidenten Juscelino Kubitschek, befand.
Wie viele andere Städte in der Region wurde Gama gegründet, um in temporären Unterkünften ansässige Menschen zu unterbringen. Es war die Lösung für die massive Einwanderung aufgrund des Aufbaus von Brasília. Diese Städte um Brasília herum wurden „cidade-satélite“ (Satellitenstädte) benannt, laut Gesetz Nr. 3.751 vom 13. April 1960.
Der Architekt Paulo Hungria hatte im Mai 1960 die Stadt in Form eines Bienenkorbs mit fünf Sektoren entworfen: Nord, Süd, Ost, West und Zentralsektor. Der für Handel und Gewerbe ausgedachte Zentralsektor wurde nicht unbedingt nach dessen, wie sich später herausstellte, künftigen Anforderungen geplant.
Es war Aufgabe des Ingenieurs José Maciel de Paiva, eine Kommission zu gründen, die sich um die im September 1960 angefangenen Übersiedlungen kümmern sollte. Dafür hatte er die Assistenz u. a. des Ingenieurs José Carlos Godoy, sowie des Finanzbeamten Agnelo Dias Correia, der zusammen mit seiner Frau und Godoy zu den ersten Bewohnern der Stadt gehörig gezählt wird, und des Baumeisters Joaquim Santana.
Die Satellitenstadt wurde am 12. Oktober 1960 gegründet. Die nächsten „Ersteinwohner“ der Stadt bestanden, noch im Jahr 1960, aus 30 in „Barragem“ in der Verwaltungsregion Paranoá enteigneten Familien. Darüber hinaus hat die neue Stadt viele Einwohner von „Vila Amaury“ und „Vila Planalto“ aufgenommen. 1970 kamen Einwohner des Industriesektors von Taguatinga hinzu. Brasília, ursprünglich für 600.000 Bewohner geplant und inzwischen ein mehrfaches an Bevölkerungszahl aufweisend, musste durch die Verwaltung regulierend eingreifen und zwischen 1985 und 1991 über 180.000 Einwohner durch administrative Maßnahmen und Zwangsumsiedlungen von Menschen mit niedrigem oder keinem Einkommen den Satellitenstädte zuführen, wovon auch Gama betroffen war.
Nach der vor 50 Jahren erfolgten Gründung, ist Gama eine Stadt mit 127.121 Einwohnern (Stand: 2010), die sich sehr schnell entwickelt und immer unabhängiger von Brasília wird. Die Wirtschaft wird insbesondere durch Firmen im Ingenieurwesen oder Ingenieurbau angekurbelt.
Wie viele brasilianische Städte hat Gama auch einen Ortspatron, den Heiligen Sebastian. Dessen liturgische Feierlichkeit findet immer am 20. Januar statt.

## Stadtbezirke
Die Stadt Gama wurde mit fünf Sektoren oder Bezirken entworfen, wobei jede, nach den damaligen Vorstellungen, eigene Aufgaben, wie Arbeit, Freizeit, Wohnen, erfüllen sollte. Im Westsektor gibt es sowohl Wohn- als auch Geschäftshäuser. Der Ostsektor hingegen wird von Gewerbe und Industrie beherrscht, es gibt dort aber auch Wohnungen. Die Nord- bzw. Südsektoren waren zunächst für begütertere Menschen gedacht und somit standen/stehen größere Grundstücke zur Verfügung. Der Zentralsektor ist der wirtschaftlich stärkste Sektor mit viel Publikumsverkehr. Dazu kommt noch der Industriesektor, welcher theoretisch zum Ostsektor gehört, aber durch Ingenieurwesen, Fabriken und Büros zum sechsten, eigenständigen Sektor geworden ist.

## Verwaltung
Nach dem Gesetz dürfen im Distrito Federal keine Stadtgemeinden, die municípios, wie in den übrigen Bundesstaaten gebildet werden, sondern lediglich die Verwaltungsregionen. Daher wird der Regionaladministrator letztlich vom Gouverneur des Distrito Federal ernannt. Mit Stand 2022 ist Joseane Araújo Feitosa Monteiro (* 1973) Regionaladministratorin.

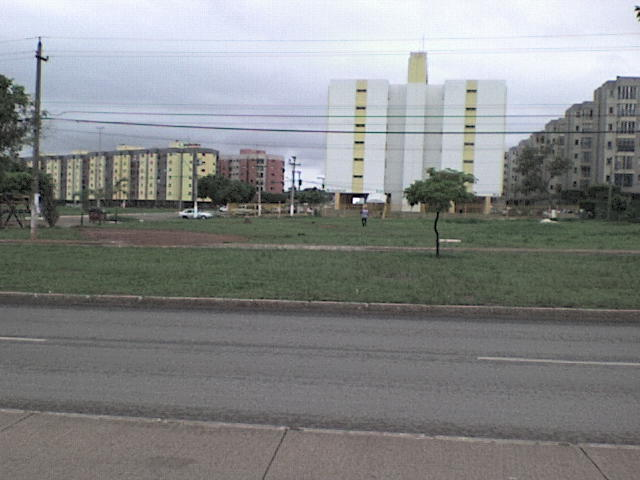
Zentralsektor
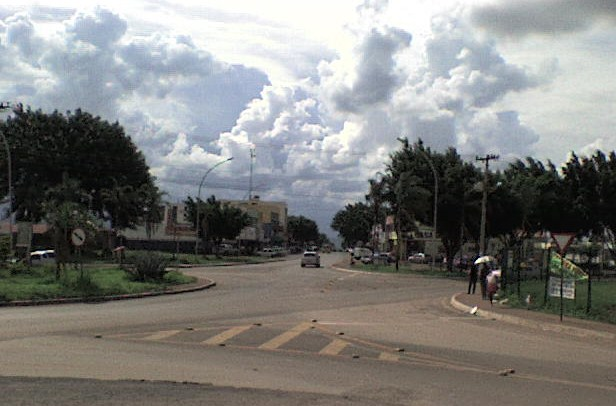
Westsektor
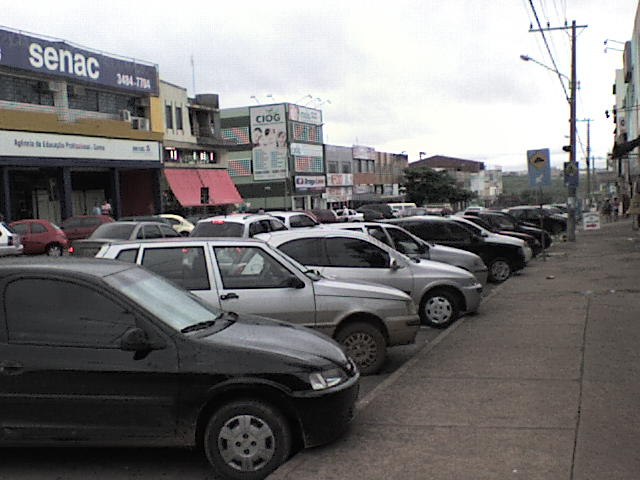
Ostsektor: Handels- und Industriegebiet
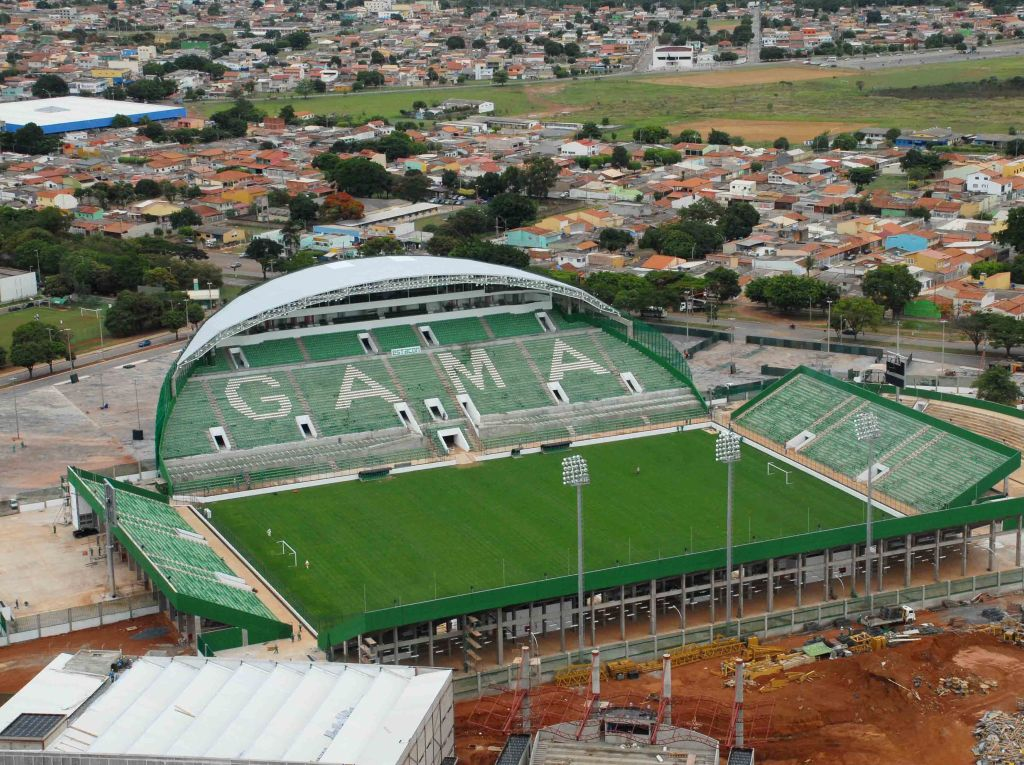
Stadion Bezerrão

Angrenzend benachbart an Gama sind Santo Antônio do Descoberto (GO), Recanto das Emas, Riacho Fundo II, Park Way, Santa Maria und Novo Gama (GO). Gama liegt 30 km vom Zentrum Brasílias entfernt.

## Sport
Im Zentralsektor der Stadt befindet sich das 1977 erbaute Stadion „Estádio Walmir Campelo Bezerra“, welches vom Fußballverein „Sociedade Esportiva do Gama“, dem SE Gama, benutzt wird.

## Infrastruktur
Verkehr
Nach den städtebaulichen Forderungen der Charta von Athen wurden im Distrito Federal die Verkehrsverbindungen großzügig geplant, sodass Gama an folgende Autobahnen, den rodovias, angebunden ist: DF-180, DF-290, DF-480, DF-475 und DF-489.
An das U-Bahn-Netz der Metrô Brasília ist Gama nicht angeschlossen.